# مشروع خط أنبوب الغاز المغرب-نيجيريا
مشروع خط أنابيب الغاز المغرب-نيجيريا هو مشروع يهدف إلى بناء خط أنابيب لنقل الغاز الطبيعي من نيجيريا عبر دول غرب إفريقيا إلى المغرب. تمت مناقشة هذا المشروع لأول مرة في عام 2016، ويهدف إلى تعزيز التعاون الاقتصادي بين المغرب ونيجيريا وتحسين البنية التحتية للطاقة في المنطقة.

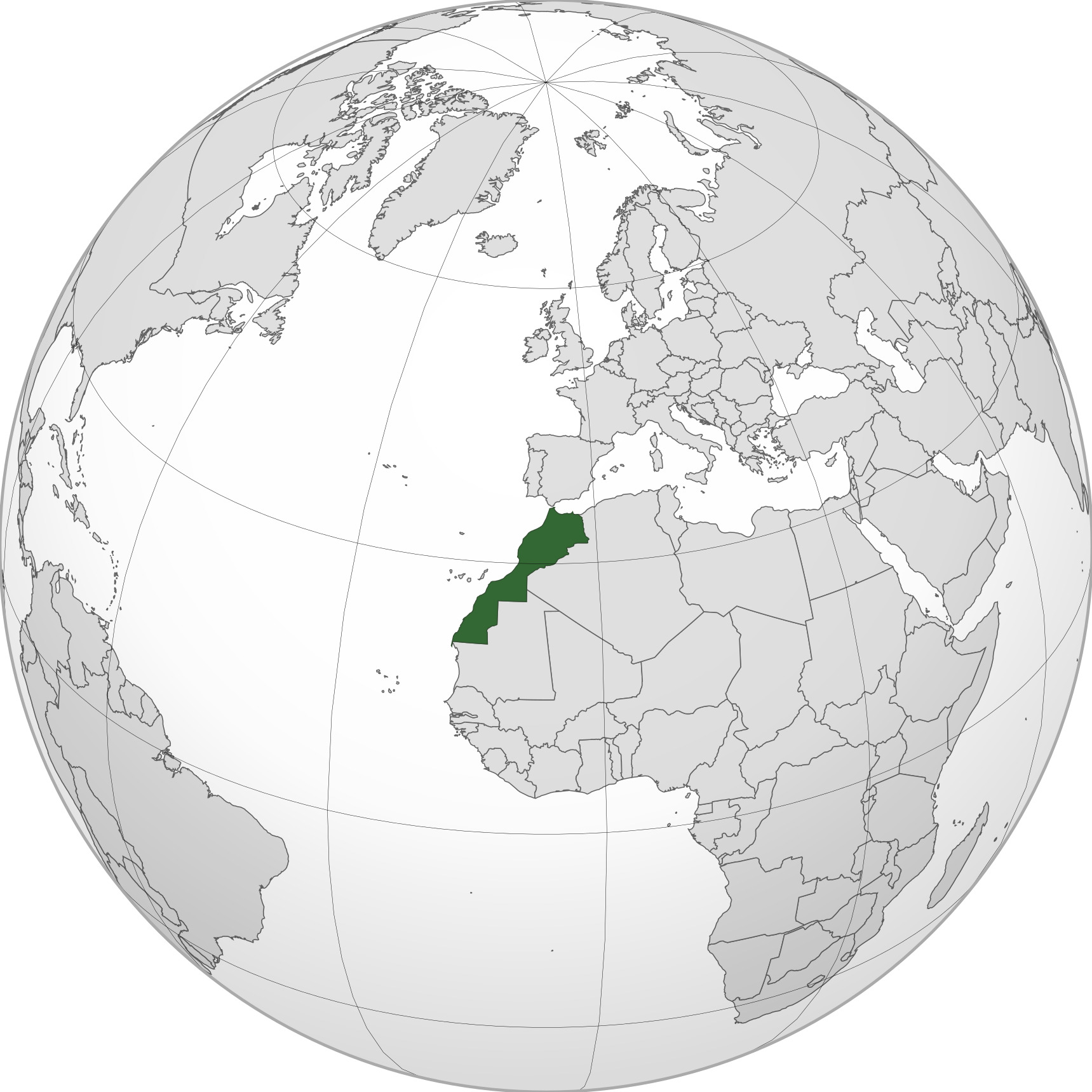
خريطة المغرب

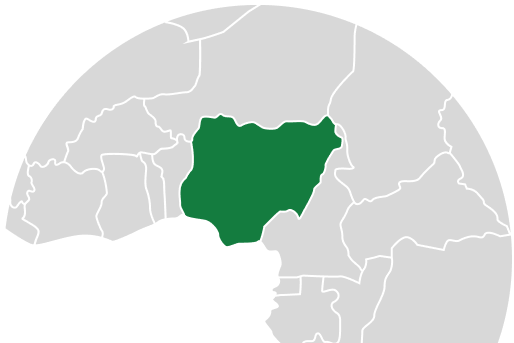
خريطة نيجيريا

ولقد أكد العاهل المغربي محمد السادس، في خطابه أمام البرلمان المغربي في 11 أكتوبر 2024، على أهمية المشاريع الكبرى التي تعزز التكامل الإقليمي بين بلاده والدول الإفريقية، وفي مقدمتها مشروع أنبوب الغاز الذي يربط بين نيجيريا والمغرب. وأوضح أن هذا المشروع الطموح لا يمثل مجرد شريان اقتصادي للطاقة، بل يعد جسرًا استراتيجيًا للتعاون الإفريقي، يعزز التنمية المشتركة ويخدم مصالح عدة دول إفريقية.

## أهداف المشروع
يعتبر عدد من الخبراء الاقتصادين أن من شأن هذا المشروع العملاق أن يعود بفوائد كثيرة على دول غرب إفريقيا وعلى القارة ككل وأن يحدث تنمية اجتماعية واقتصادية بالمنطقة. حيث يعد هذا المشروع أضخم مشروع لنقل الغاز في إفريقيا، إذ سيمر في حال إنجازه على امتداد 5600 كلم، عبر 11 دولة إفريقية، هي بنين وتوغو وغانا وكوت ديفوار وليبيريا وسيراليون، وغينيا وغينيا بيساو وغامبيا والسنغال وموريتانيا. لم يعلن عن توقيت البدء في تشييد الخط، لكن وزير الدولة للموارد البترولية في نيجيريا أكبيريكي أيكبو يتوقع أن تبدأ الأشغال بالعام الجاري 2024 وأن تصل التكلفة الأولية للخط إلى نحو 25 مليار دولار على أساس إمكانية نقل ثلاثة مليارات متر مكعب من الغاز يوميا.
و من المتوقع أن ربط حقول الغاز في نيجيريا بالدول الإفريقية المستوردة للغاز من شأنه أن يسهم في تحقيق التنمية الاقتصادية من خلال:
- دعم بلوغ الدول الإفريقية المستوردة للغاز للاستقلال في مجال الطاقة.
- تسريع وتيرة إنجاز مشاريع مد الكهرباء، وتطوير أنشطة اقتصادية وصناعية.
- تعزيز مستوى جاذبية دول غرب إفريقيا لد المستثمرين بسبب انخفاض تكلفة الطاقة التي سيوفرها المشروع.
- خلق فرص عمل جديدة وتحسين مستوى المعيشة وتحقيق إقلاع اقتصادي.
- تعزيز العلاقات الاقتصادية بين الدول التي يشملها المشروع.[6]

## تحديات التي تواجه المشروع
رغم الحديث عن أهمية مشروع خط أنابيب الغاز بين نيجيريا والمغرب ومنها للدول الأوروبية، والفرص المتاحة لتنفيذ هذا المشروع، إلا أن هناك عدداً من التحديات المختلفة التي قد تقف حائلاً دون إتمامه على أرض الواقع، أو على أقل تقدير تأخير موعد تنفيذه وفقاً للخطط الموضوعة في هذا الخصوص، ومن ذلك غياب الاستقرار السياسي في دول الساحل والصحراء وكذا إشكالية التمويل و توفير السيولة المطلوبة لتنفيذ المشروع.
لكن مع ذلك، أقدمت أطراف معنية بالمشروع على توقيع اتفاقية عام 2022 للالتزام بالمساهمة في تنفيذه وتفعيله، وهي المغرب ونيجيريا والمجموعة الاقتصادية لدول غرب إفريقيا. ووقع المغرب في العام ذاته مذكرات تفاهم مع نيجيريا وغامبيا وغينيا بيساو وغينيا وسيراليون وغانا والسنغال وموريتانيا، وفي العام التالي مع كوت ديفوار وليبيريا وغينيا وبِنين.
كما حصل المغرب على وعد إماراتي بالمساهمة في الاستثمار في المشروع، من خلال مذكرة تفاهم بين البلدين، وُقعت نهاية 2023 بين الرئيس الإماراتي الشيخ محمد بن زايد، وملك المغرب محمد السادس في العاصمة الإماراتية أبوظبي، كما أكدت نيجيريا أن البنك الإسلامي للتنمية مستعد لدعم تمويل المشروع.
وتستعد مجموعة جينغي الصينية، الرائدة في صناعة الفولاذ،  للمشاركة بشكل رئيسي في مشروع أنبوب الغاز الضخم الذي سيربط نيجيريا بالمغرب،  وبحسب تشانغ يوانيوان، نائب مدير قسم التسويق الدولي في مجموعة جينغي، ستقوم الشركة بتوفير منتجات فولاذية عالية الجودة لهذا المشروع، بالتعاون مع شركاء دوليين. كما تساهم المجموعة بخبرتها الكبيرة من خلال فرعها البريطاني "جينغي بريتيش ستيل"، الذي استحوذت عليه في 2020 وشارك في مشاريع دولية كبرى مثل مطار بكين داشينغ ومشروع "كروسريل" في المملكة المتحدة. يستهدف المشروع تحسين وصول دول الساحل الأطلسي الإفريقي إلى الغاز الطبيعي وتعزيز الروابط الطاقية مع أوروبا. من المتوقع أن يبدأ المكتب الوطني للهيدروكربونات والمعادن في المغرب إجراءات طلبات العروض للجزء المغربي من الأنبوب في عام 2025. تشمل المرحلة الأولى من المشروع دول المغرب، موريتانيا، والسنغال، ما سيعزز النمو الاقتصادي الإقليمي، جذب الاستثمارات، وتحسين البنية التحتية في تلك البلدان.